# Benjamim Vera Cruz
Benjamim Vera Cruz est un homme politique santoméen, membre du Parti de convergence démocratique. Il est ministre des Travaux publics et Infrastructures, des Transports et de la Communication sous Rafael Branco.